# ستيغ راش
ستيغ راش (بالنرويجية: Stig Rasch‏) مواليد 4 يوليو 1967، هو لاعب كرة يد نرويجي سابق. مثل منتخب النرويج لكرة اليد في 81 مباراة. شارك في بطولة العالم لكرة اليد للرجال 1999.